# Geyik-Talsperre
Die Geyik-Talsperre (türkisch Geyik Barajı) befindet sich 10 km nordöstlich von Milas in der südwesttürkischen Provinz Muğla am Oberlauf des Sarıçay.
Die Geyik-Talsperre wurde in den Jahren 1986–1990 als Steinschüttdamm erbaut.
Sie wird von der staatlichen Wasserbehörde DSİ betrieben und dient der Trinkwasserversorgung.
Der Staudamm hat eine Höhe von 39 m und besitzt ein Volumen von 207.000 m³. Der zugehörige Stausee bedeckt eine Fläche von 3,8 km² und besitzt ein Speichervolumen von 41,1 Mio. m³. 
Flussabwärts am Sarıçay befindet sich die Akgedik-Talsperre. 